# Richard Gertenbach (Politiker, 1857)
Richard Gertenbach (* 16. Februar 1857 in Solingen; † 10. Mai 1929 in Bonn) war von 1890 bis 1925 Bürgermeister der Bürgermeisterei und Stadt Lüttringhausen, heute ein Stadtteil von Remscheid.
Gertenbach war zunächst Volontär und Sekretär bei den Bürgermeisterämtern Dorp und Solingen. 1880 wurde er Erster Stadtsekretär in Uerdingen. Seit 1883 nahm er das Amt eines Städtischen Kassenkontrolleurs und Rentanten an der Kreiskommunalkasse Schwelm wahr. 1890 wurde er Bürgermeister der seinerzeit selbstständigen Stadt Lüttringhausen, das Amt übte er 35 Jahre bis 1925 aus. 1911 wurde er im Rat einstimmig zum Bürgermeister auf Lebenszeit ernannt. Zu Beginn seiner Amtszeit wurde Lüttringhausen auf seine Initiative hin an die Wasserversorgung der Nachbargemeinde Lennep angeschlossen. Für den 1898 begonnenen Bau der Herbringhauser Talsperre der Stadt Barmen stellte Lüttringhausen über Gertenbach 140 ha Boden zur Verfügung und sicherte sich damit im Gegenzug zeitlich unbegrenzten Zugriff auf das dort gestaute Wasser. Auch der für die Errichtung der Heil- und Pflegeanstalt Tannenhof (Einweihung 1896) und des Königlichen Gefängnisses zu Lüttringhausen (Einweihung 1906) notwendige Baugrund wurde auf seine Initiative hin durch die Stadt Lüttringhausen zur Verfügung gestellt. Das 1902 an der Kreuzbergstraße von der katholischen Kirche für den Neubau einer Kirche erworbene Grundstück tauschte er mit der Kirche gegen ein anderes aus. An der Kreuzbergstraße konnte die Stadt wenige Jahre später – im Jahre 1908 – das neuerrichtete repräsentative neue Rathaus einweihen. Am 20. April 1925 wurde er ob seiner Verdienste für die Gemeinde zu deren viertem Ehrenbürger ernannt. Die nach Richard Gertenbach benannten Gertenbachstraße führt westlich des Lüttringhauser Rathauses in die Lüttringhauser Altstadt.